# Фил Макензи
Фил Макензи (енгл. Phil Mackenzie; 25. фебруар 1987) професионални је рагбиста и репрезентативац Канаде, који тренутно игра за Сејл Шарксе. Висок 185 cm, тежак 96 кг, пре Сејла играо је за Ковентри РФК, Ешер РФК и Лондон Велш. Играо је и за репрезентацију Канаде у рагбију 7. За рагби 15 репрезентацију Канаде дебитовао је новембра 2008. против Португала. Боје Канаде бранио је до сада у 29 тест мечева и постигао је 25 поена. Играо је на два светска првенства. На светском првенству 2011. постигао је есеје против Јапана и Тонге.